# 潜水士
潜水士（せんすいし）とは、潜水用具を装着して海・湖沼などの水中・水底において何らかの作業をする者を指す職名である。潜水夫（せんすいふ）ともいう。潜水に関する資格を持ち労務作業に従事する者を指すことが多いが、当該資格を持たず趣味などの目的で潜水する者（ダイバー）を指すこともある。日本においては労働安全衛生法に規定された国家資格（免許）の呼称でもあり、この場合、潜水士免許試験に合格し、免許を交付された者をいう。
また、海上自衛隊及び海上保安庁の職域の一つ（後述）としてもこの呼称が用いられる。

## 日本

### 労働安全衛生法による潜水士免許
労働安全衛生法の規定に基づき、潜水作業に従事する労働者に必要とされる国家資格（労働安全衛生法による免許証）である。労働災害の防止など労働者の保護を目的とする免許であり、事業者はこの免許を持たない者を潜水作業に従事させてはならない。ただし、これは“業務として”従事する者に関する規制であり、レジャー(趣味や遊び)などの目的で自発的に潜る者には適用されない。ダイビングスクールで発行される「Cカード」とは相違するので気をつけること。またダイビングリゾートに於いて、潜水士免許は通用せず「Cカード」が必要になる。これは潜水士免許試験では実技が行われていないが「Cカード」の取得に際しては実技講習が必ず実施されていることによるものと思われる。
潜水士免許が必要となる業務としては、潜水による海洋サルベージや水中掘削、大学や研究機関の学生・研究者が行う海洋生物の調査・採集、水族館員の水槽内作業のほか、ダイビングスクールインストラクター、海上自衛隊の潜水員、海上保安庁の潜水士、警察・消防の水難救助隊などの職業が挙げられる。なお、素潜りなどの潜水器を用いない潜水は免許不要である。

#### 受験資格
受験に際して年齢・学歴・資格などの制限はないが、合格後の免許交付対象は18歳以上が要件とされる。

#### 試験概要
- 試験は、2月、4月、7月、9月、12月に各地の安全衛生技術センターで行われる。これらの日程のほか、出張特別試験や追加試験が行われている。
- 試験の科目は学科のみで実技は課されない。これはこの免許の目的が潜水作業における高気圧障害の危険性などに関する知識の習熟に主眼が置かれているためである。潜水作業の技能を対外的に示すには他の民間資格などを用いる。
- 合格率 - 例年80%程度。

| 実施年度 | 受験者数 | 合格者数 | 合格率 |
| -------- | -------- | -------- | ------ |
| 2016年度 | 7,203人  | 5,707人  | 79.2%  |
| 2017年度 | 6,891人  | 5,708人  | 82.8%  |
| 2018年度 | 6,778人  | 5,830人  | 86.0%  |
| 2019度度 | 6,557人  | 5,418人  | 82.6%  |
| 2020年度 | 6,015人  | 4,886人  | 81.2%  |
| 2021年度 | 7,236人  | 5,482人  | 75.8%  |
| 2022年度 | 7,615人  | 5,826人  | 76.5%  |
| 2023年度 | 6,860人  | 5,194人  | 75.7%  |
| 2024年度 | 6,830人  | 4,964人  | 72.7%  |

- 試験手数料 - 8,800円。
- 免許申請料 - 収入印紙1,500円分。電子申請（e-Gov電子申請システム）は1,450円。

#### 試験科目
1. 潜水業務（30点）
2. 送気、潜降及び浮上（25点）
3. 高気圧障害（25点）
4. 関係法令（20点）

- 1科目10問。各問は5肢択一式。合格基準は全科目の合計点が6割以上かつ各科目4割以上。
- 試験は、4科目まとめて4時間の試験時間で実施される。

### 海上自衛隊の潜水員

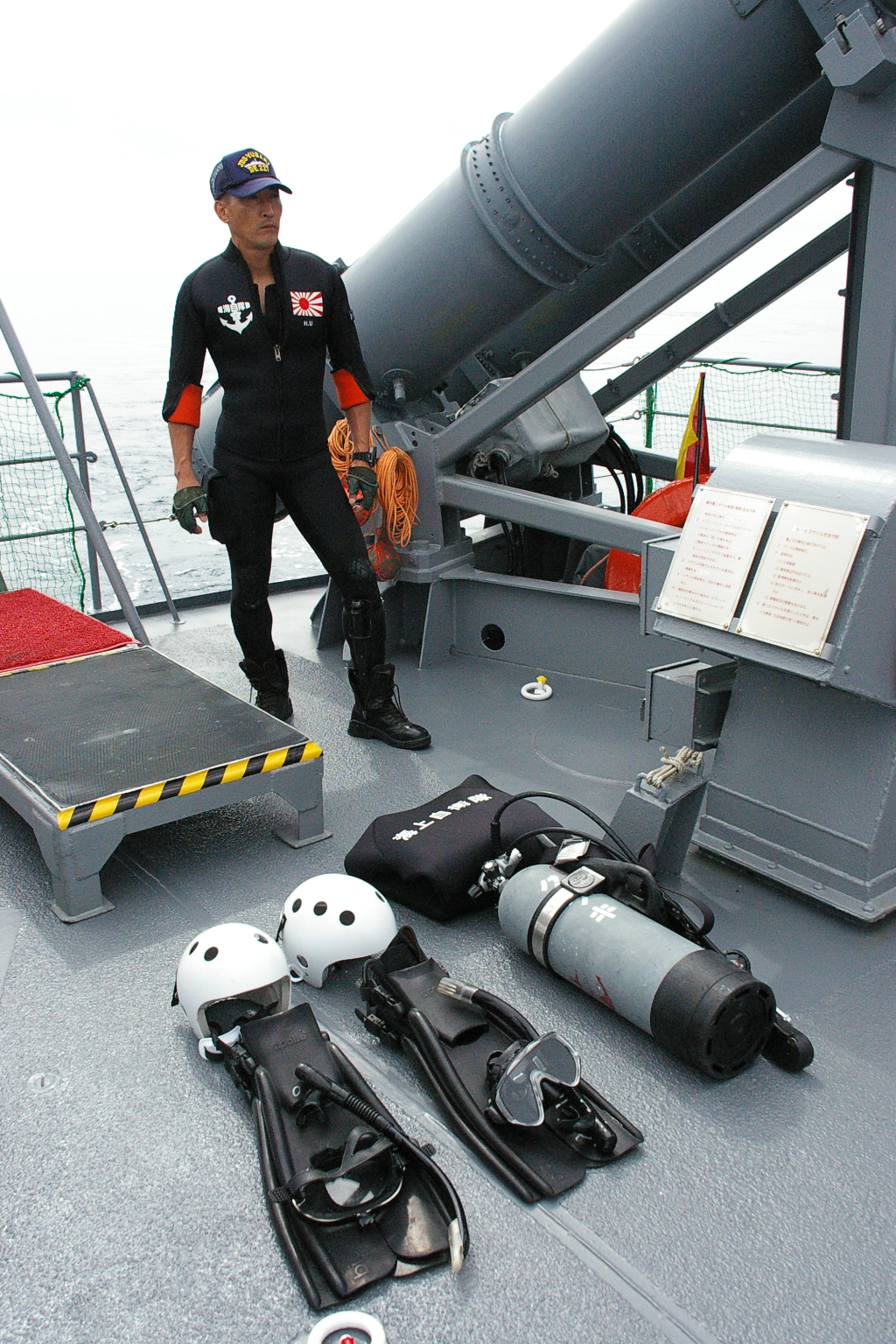
護衛艦上の潜水員と潜水器材

海上自衛隊の潜水員は広島県江田島にある第1術科学校において養成される。また、特修科潜水課程では潜水士の国家資格も受験する。潜水のみを専門とする職域があるわけではなく、各職域の中で「潜水の能力を併せ持つ特殊技能保持者」として扱われる。潜水員は、開式スクーバを行う潜水特技員、閉式スクーバを行う潜水員、ヘリウム混合ガスを使用する深海潜水員、深深度長時間の飽和潜水を行う飽和潜水員、水中での爆発物処理を行う水中処分員の5種類に区分されている。
潜水員の役割は各職種によって異なり、掃海部隊では水中処分員、護衛艦や潜水艦ではドック入渠時の艦底確認、特別警備隊では潜入斥候、救難飛行隊では機上救助員としての役割を担う。
潜水員の養成は、隊員が部隊配置された後、本人の希望により、開式スクーバ課程の部内募集に応募することとされている。海上自衛隊での潜水士有資格者は約1000名以上と言われている。海上自衛隊では、潜水病の医学的研究機関として、潜水医学実験隊を神奈川県横須賀市に置いている。
2008年には、海上自衛隊の潜水員は豊後水道南方で水深450メートルを超える深深度潜水日本記録を樹立した。

### 海上保安庁の潜水士
海上保安庁の救助要員は、潜水士、機動救難士、特殊救難隊の3組織と海面救助員で構成されている。海上保安庁は海難救助能力向上のため、昭和30年代から潜水技術の導入を検討してきた。40年代に入り転覆事故が多発したことから、45年に潜水に関する専門的な研修を受けた要員を巡視船に配置して、本格的な潜水士の運用を始めた。潜水士は、通常巡視船の航海員として勤務し、現在全国11管区に129名が配属されている。潜水士の乗船している巡視船は救難強化船、潜水指定船と呼ばれ、全国に23隻あり、潜水指定船には通常4名、救助器具及び救命機器が常備してある救難強化船には7名の潜水士が乗船している。潜水士は、水深45メートルまでの救助作業、ジャックステイ捜索、ヘリコプターを使ってのホイスト降下、吊り上げ、40メートル緊急浮上等の任務に対応している。
潜水士になるには、潜水士を志願する全国の海上保安官の中から年齢、健康状態、体力、泳力などの適性を満たし、海上保安大学校で2か月間行われる「研修科潜水技術課程」を修了したのち、国家試験に合格する必要がある。研修は座学で基礎知識を学び、プールおよび海で実習する。海の実習は、水深45メートルで海難救助に必要な基礎体力や泳力、空気ボンベを背負って自給気潜水技術を身につける。潜水士の資格を得た後も、ヘリコプターと連携しての吊上げ救助やレンジャー技術、救急処置など、多様な海難現場を想定しての技術の研鑽が続く。潜水士には転覆船内など行動が制限される場所、視界が悪い状況や流れのある場所で捜索や人命救助も求められ、消防・警察や自衛隊など他の救助機関との合同潜水訓練も行っている。さらに経験を積むことで、特殊救難隊を希望したり、機動救難士を希望して、高度な潜水士にスキルアップする隊員もいる。
潜水士の資格がない一般の海上保安官はボートや水上オートバイでの活動となり水中に入っての救助は行えなかったが、2012年からは溺れかけている人間の救助や漂流物の引き上げなど、潜水器具や高度な潜水技能を必要としない海面での活動に限定された海面救助員の制度を開始した。潜水士や機動救難士は数が限られているため到着まで時間がかかることから、潜水士の資格は無いが一定以上の泳力がある巡視艇の乗組員や、潜水士だったが管理職として陸上勤務に移った者を対象とすることで、より迅速な救助活動が可能となった。

## 問題点
前述のように、日本ではスキューバダイビングのインストラクターなど潜水活動に従事する業務に就く際には潜水士免許の取得が義務付けられている。それにもかかわらず、経済産業省などがスキューバダイビングスクールを対象に2009年に実施した調査ではスクールの30%が一部従業員が免許がないと回答し、また、6%のスクールが、免許取得者がまったくいないと回答していたという。同省はリスクの高い調査結果で大きな問題があるとして、法令順守を徹底させたいとしている。
PADIやWRSTC、全日本潜水連盟のCカードは実技試験があり国際的に通用するが、潜水士は日本国内のみ有効で実技試験なしで得られるため、業界でもCカードを方が実力を認知されやすく優遇されていることからダイビングスクールのインストラクターが受験する例は少なく、潜水士の受験者は海中作業を請け負う業者の従業員、官公庁の職員、学術関係者など業務上必要な者が大半となっており、受験者数は例年7000人前後で推移している。
実技試験が無いため、官公庁、民間企業、水産高等学校などでは潜水士の受験勉強を座学として利用し、実技教育は独自に行っている。また福岡県立水産高等学校のようにインストラクターとしての就職が可能なようにCカードを授業で取得できる高校も存在する。

## 関連書
- 『評伝増田萬吉―潜水の祖 日本のダイビング界の歴史を創った男』鷲尾絖一郎、オーシャンアンドビヨンド (2012/07)
- 『日本の潜水の祖 増田萬吉　木曜島採貝・エルトゥールル号引き揚げ・横浜築港に賭けた熱血漢』一木一郎、日本潜水協会、2018/05/20